# Никола Узунов
Николай Николов Узунов е български актьор, роден през 1909 г. в Сливен. Ученик е на Сава Огнянов и проф. Андрерсен.
Актьор в театрите:
- 1926 – 1928 г. – Сливенския театър
- 1928 – 1929 г. – Бургаския драматичен театър
- 1929 – 1930 г. – София, Театър „Стойчев“
- 1930 – 1932 г. – Пловдивския театър
- 1933 г. – Русенски градски театър
- 1934 г. – Бургаския драматичен театър
- 1935 г. – Варненски общински театър
- 1936 – 1938 г. – Бургаския драматичен театър
- 1938 – 1953 г. – Пловдивския театър
- 1953 – 1988 г. – София, Народен театър „Иван Вазов“

Има повече от 300 роли в театъра и 30 роли в киното и телевизията.
По-важни театрални роли:
Альоша от „Унижените и оскърбените“, Иванко и отец Иван от „Иванко“, Лаерт от „Хамлет“, Илия Тамбурков и Данко Гарванов от „Вражалец“,
Боримечката и Чорбаджи Марко от „Под Игото“, Мандарина Ма от „Тебеширения кръг“, Нягул от „Албена“, Яго от „Отело“, Меркуцио и Ескал от „Ромео и Жулиета“, Арнолф от „Училище за жени“, Живко от „Майстори“, Княз Мацуо от „Златния Кинжал“, Скарпия от „Тоска“, Градоначалника от „Ревизор“, Нако от „Село Борово“, Цар Фердинанд от „Царска милост“, Георги Димитров от „Победителката“, Гьоринг от „Първият удар“, Английският писател от „Кремълският часовник“, г-н Ван Даан от „Дневникът на Ане Франк“, Илия Савин от „Камък в блатото“, Инспектор Стрийт от „Скандал в Брикмил“, Крутицки от „И най-мъдрият си е малко прост“, Сурсубул от „Монаха и неговите синове“, Радан Кулин от „Калоян“, Вълчан Нанов от „Боряна“, Лорд Уелч от „Нощем с белите коне“, Клеант от „Мнимият болен“, Мат Бюрк от „Анна Кристи“, Бърлей от „Мария Стюарт“, Македонски от „Хъшове“, Динко от „Вампир“, Алфред Дулитъл от „Пигмалион“, Юрталана от „Снаха“, Нешо Баницата от „Преломът“, Монфлери от „Сирано дьо Бержерак“, Драмски от „Службогонци“.
Носител на златен орден на труда, на Кирил и Методий I степен и на НРБ II степен.
Баща на режисьора Рашко Узунов.

## Награди и отличия
- Орден „Кирил и Методий“ – I степен.
- Орден „НРБ“ – II степен.

## Филмография
| Година    | Филми и Сериали                        | Серии | Копродукции                                                | Роля                                |
| --------- | -------------------------------------- | ----- | ---------------------------------------------------------- | ----------------------------------- |
| 1977      | Войници на свободата (Солдаты свободы) | 4     | СССР, България, Унгария, ГДР, Полша, Румъния, Чехословакия | (като Н. Узунов в 1 серия: IV)      |
| 1975      | Сватбите на Йоан Асен                  | 2     |                                                            | Кардиналът на Светата Римска църква |
| 1976      | Чичовци                                |       |                                                            | Манолаки                            |
| 1974      | Селкор                                 |       |                                                            |                                     |
| 1974      | Иван Кондарев                          | 2     |                                                            |                                     |
| 1971      | Демонът на империята (тв сериал)       | 10    |                                                            | посланик на Турция                  |
| 1970      | Необходимият грешник                   |       |                                                            | бащата на Емилия                    |
| 1969-1971 | На всеки километър (тв сериал)         | 26    |                                                            | министър-председателят              |
| 1956      | Мъже                                   |       |                                                            | научен сътрудник                    |
| 1963      | Ивайло                                 |       |                                                            | Вълкан                              |
| 1959      | Командирът на отряда                   |       |                                                            |                                     |
| 1957      | Хайдушка клетва                        |       |                                                            | Герго, хайдутин                     |
| 1957      | Години за любов                        |       |                                                            |                                     |
| 1956      | Следите остават                        |       |                                                            | Тороманов                           |
| 1952      | Наша земя                              |       |                                                            | председателят на комисията на ООН   |
| 1939      | Настрадин Ходжа и Хитър Петър          |       |                                                            |                                     |